# Cytheropteron guraboense
Cytheropteron guraboense är en kräftdjursart som beskrevs av Bold 1988. Cytheropteron guraboense ingår i släktet Cytheropteron och familjen Cytheruridae. Inga underarter finns listade i Catalogue of Life.